# (1095) Tulipa
(1095) Tulipa es un asteroide perteneciente al cinturón de asteroides descubierto por Karl Wilhelm Reinmuth el 14 de abril de 1926 desde el observatorio de Heidelberg-Königstuhl, Alemania.

## Designación y nombre
Tulipa se designó al principio como 1926 GS.
Más tarde fue nombrado por los tulipanes, una planta de la familia de las liliáceas.

## Características orbitales
Tulipa orbita a una distancia media del Sol de 3,026 ua, pudiendo acercarse hasta 2,956 ua y alejarse hasta 3,097 ua. Su excentricidad es 0,02334 y la inclinación orbital 10,03°. Emplea en completar una órbita alrededor del Sol 1923 días.